# Silvija Popović
Silvija Popović (Nikšić, 15 de março de 1986) é uma jogadora de voleibol sérvia que atua como líbero.
Atuando pela então seleção da Sérvia, conquistou duas medalhas em Campeonatos Europeus, sendo uma delas de ouro em 2011, além de pódios em Copas do Mundo (prata em 2015) e Grand Prix (bronze em 2011 e 2013). Em 2016, obteve a medalha de prata nos Jogos Olímpicos do Rio após perder para a China na final por 3–1.
A nível de clubes, ganhou o título mundial jogando pelo Rabita Baku, do Azerbaijão, em 2011. Foi eleita a melhor líbero do Campeonato Mundial de 2015, quando obteve a medalha de bronze com o Voléro Zürich, da Suíça.
Em 2018 conquistou pela seleção nacional o inédito título do Campeonato Mundial sediado no Japão.